# Alfred Buntru
Alfred Buntru (* 15. Januar 1887 in Schlageten (heute Ortsteil der Stadt St. Blasien), Großherzogtum Baden; † 23. Januar 1974 in Aachen) war ein deutscher Wasserbauingenieur und Hochschullehrer, der in der Zeit des Nationalsozialismus als stellvertretender Reichsdozentenführer amtierte.

## Leben und Wirken
Buntru begann 1905 ein ingenieurwissenschaftliches Studium an der Technischen Hochschule Karlsruhe und war seit 1905 aktiv in der Karlsruher Burschenschaft Tulla. Nach seinem Studienabschluss mit dem akademischen Grad Diplom-Ingenieur im Jahr 1910 war Buntru anschließend zuständig für die Erweiterung des Kaiser-Wilhelm-Kanals (heutiger Nord-Ostsee-Kanal), einer neuen Ostseeschleuse und des Molenbau für die Kaiserliche Marine in Kiel. 1914 legte er an der Karlsruher Hochschule das Staatsexamen ab und wurde zum Regierungsbaumeister (Assessor in der öffentlichen Bauverwaltung) ernannt, bevor er als Freiwilliger am Ersten Weltkrieg teilnahm, zuletzt im Rang eines Oberleutnants. 1919 wurde er zum Doktor-Ingenieur promoviert, 1922 folgte seine Habilitation in Karlsruhe.
Nach einem Jahr als Professor der Tung-Chi Universität in Shanghai lehrte Buntru von 1928 bis 1936 als Professor an der Deutschen Technischen Hochschule Prag, im Studienjahr 1935/1936 war er Rektor der Hochschule. 1936 wurde er als ordentlicher Professor für Wasserbau an die Technische Hochschule Aachen berufen. Er trat zum 1. Mai 1937 der NSDAP bei (Mitgliedsnummer 3.979.305) und ein Jahr später der SS (SS-Nummer 313.909). Zu dieser Zeit führte er Spitzeldienste für den Sicherheitsdienst des Reichsführers SS aus. Von 1936 bis 1939 war Buntru Rektor der Aachener Hochschule. Von 1939 bis 1945 lehrte Buntru erneut als Professor an der Deutschen Technischen Hochschule Prag, wo er zwischen 1940 und 1945 erneut als Rektor amtierte. 1942/1943 wurde er zusätzlich zum kommissarischen Rektor der Landwirtschaftlichen Hochschule Tetschen-Liebwerd und der Deutschen Karls-Universität in Prag berufen. Zudem war Buntru Leiter der Reinhard-Heydrich-Stiftung. 1943 ernannte man ihn zum Gaudozentenführer Sudetenland und 1944 zum stellvertretenden Reichsdozentenführer. Zu dieser Zeit war er als SS-Oberführer Vertrauter des sudetendeutschen Politikers und SS-Obergruppenführers Konrad Henlein.
Nach dem Ende des Zweiten Weltkriegs und mit Hilfe von Entlastungsschreiben für sein persönliches Entnazifizierungsverfahren, ausgestellt durch den Nachkriegsrektor Paul Röntgen und andere, erhielt er im Jahr 1949 in Aachen einen Lehrauftrag für Gewässerkunde, gewerblichen Wasserbau und Hydraulik, den er bis zu seiner Emeritierung 1962 ausübte. Am 3. Dezember 1958 wurde Alfred Buntru „in Anerkennung seiner großen Verdienste um die Rheinisch-Westfälische Technische Hochschule Aachen und seiner hohen Einsatzbereitschaft“ zum Senator ehrenhalber der Hochschule ernannt. Seit seiner Rückkehr nach Aachen war Buntru aktiv in der Sudetendeutschen Landsmannschaft tätig.
Im Rahmen der Aufarbeitung der Tätigkeiten ihrer Hochschulangehörigen während des Nationalsozialismus setzt sich das Historische Institut der RWTH Aachen in diesem Zusammenhang auch intensiv mit dem Wirken von Alfred Buntru auseinander.

## Schriften
- Druck- und Zugfestigkeit gefüllter Straßenteere in Abhängigkeit von Alterung und Füllstoff. Allgemeiner Industrie-Verlag, Berlin 1938.